# Annette Salmeen
Annette Salmeen (n. 7 decembrie 1974, Ann Arbor, Michigan, SUA) este o înotătoare americană, medaliată olimpică. A participat la o ediție a Jocurilor Olimpice (1996) în care a câștigat două medalii de aur.